# 溫頓 (明尼蘇達州)
溫頓（英語：Winton）是一個位於美國明尼蘇達州聖路易斯縣的城市。

## 人口
根據2020年美國人口普查的數據，溫頓的面積為0.32平方千米，皆為陸地。當地共有人口169人，而人口密度為每平方千米528人。